# Michele Tafoya
Michele Joan Tafoya Vandersall (Manhattan Beach, California, 17 de diciembre de 1964) es una ex comentarista deportiva estadounidense. De 2011 a 2022, fue reportera de NBC Sports, principalmente como reportera a pie de campo de NBC Sunday Night Football . Actualmente trabaja como asesora política y hace apariciones televisivas en programas de entrevistas sobre el estado de la política y la cultura estadounidenses.

## Biografía
Tafoya asistió a la Escuela Secundaria Mira Costa. Recibió una licenciatura en comunicación de masas de la Universidad de California, Berkeley en 1988 y un máster en administración de empresas de la Universidad del Sur de California en 1991.

## Carrera profesional
Tafoya trabajó como presentadora y reportera para KFAN-AM en Minneapolis, principalmente para transmisiones de baloncesto femenino de los Minnesota Vikings y la Universidad de Minnesota . Trabajó para WAQS (ahora WFNZ) en Charlotte, donde se hacía llamar Mickey Conley. Conley es el apellido de soltera de su madre.
Tafoya también trabajó para Midwest Sports Channel, sirviendo como presentadora de los Minnesota Timberwolves y reportera a pie de campo, así como comentarista de juego para el baloncesto y voleibol femenino Big Ten. Tafoya luego pasó tres años en WCCO-TV en Minneapolis como presentadora y reportera de deportes.

### CBS Sports
Tafoya se incorporó a CBS Sports en septiembre de 1994 como reportera y presentadora del programa deportivo antológico de la cadena de televisión CBS Sports Spectacular y de la cobertura del baloncesto universitario de CBS Television Network. Fue presentadora de At The Half y reportera de partidos de fútbol americano universitario. Debutó en antena en el Abierto de Tenis de EE . UU. de 1994.
En 1997, La organización American Women in Radio and Television concedió a Tafoya el premio Gracie al "Logro sobresaliente de una personalidad de la televisión en directo" por su interpretación de los partidos de la WNBA en Lifetime Television. Tafoya trabajó como reportera para la cobertura de la NFL, fútbol americano universitario, incluido el Campeonato Nacional Orange Bowl de 1998, y fue copresentadora con Al Trautwig de los Juegos Olímpicos de Invierno de 1998 en Nagano.[cita requerida] Además de sus diversas tareas, Tafoya fue presentadora del programa de selección de torneos de la NCAA de CBS, Goodwill Games y de la cobertura del US Open Tennis Championships. Dejó la CBS a finales de 1999, después de cinco años en la cadena.

### ABC Deportes y ESPN
Tafoya se unió a ESPN y ABC Sports en enero de 2000, trabajando como reportera a pie de campo para <i id="mwVw">Monday Night Football</i> de ABC Sports durante la temporada 2004 de la NFL y la temporada 2005 de la NFL antes de que el programa se trasladara a ESPN; trabajó como reportera a pie de campo para ESPN Monday Night Football a partir de 2006 . Tafoya fue copresentadora del Mike Tirico Show en ESPN radio. Ayudó a ABC en su cobertura de la Super Bowl XL en Detroit como reportera a pie de campo con Suzy Kolber.
Fue prestada a NBC Sports para los Juegos Olímpicos de Sydney 2000 como reportera de gimnasia rítmica y como comentarista para el softbol .
El 10 de octubre de 2003, Tafoya derramó cerveza a propósito sobre dos aficionados bajo su palco de lujo en el Metrodome durante un partido entre la Universidad de Minnesota y la Universidad de Míchigan. Tafoya admitió haber perdido la compostura y dijo que estaba avergonzada por el incidente. También emitió una disculpa pública.
Tafoya trabajó anteriormente en juegos de la NBA en ABC y ESPN . El 21 de octubre de 2008, anunció que renunciaría a sus funciones como reportera principal de la NBA.
Tafoya ha desempeñado otras funciones como presentadora de baloncesto masculino y femenino de la  NCAA y como reportera de fútbol americano universitario y baloncesto . También fue presentadora suplente en Pardon the Interruption y del panel de comentaristas en The Sports Reporters II. Sus otros trabajos en ESPN han incluido la transmisión de juegos de la WNBA, así como rla presentación de transmisiones televisivas de esquí y reportera en los programas de selección de baloncesto universitario de ESPN como reportera. También fue corresponsal de SportsCenter y Outside the Lines.
En 2006, el índice Davie-Brown clasificó a Tafoya entre las personalidades deportivas televisivas más simpáticas- Al final de la temporada 2010-2011 de la NFL, dejó ESPN por NBC Sports.

### Regreso a WCCO
El 20 de abril, Tafoya fue anunciada como la nueva presentadora de la radio nocturna WCCO-AM. Su programa comenzó el 1 de junio de 2009 y terminó el 27 de enero de 2012.

### Radio KQRS
Tafoya se unió a "The KQ Morning Show" en KQRS-FM como copresentadora con Tom Barnard el 8 de septiembre de 2016.

### NBC deportes

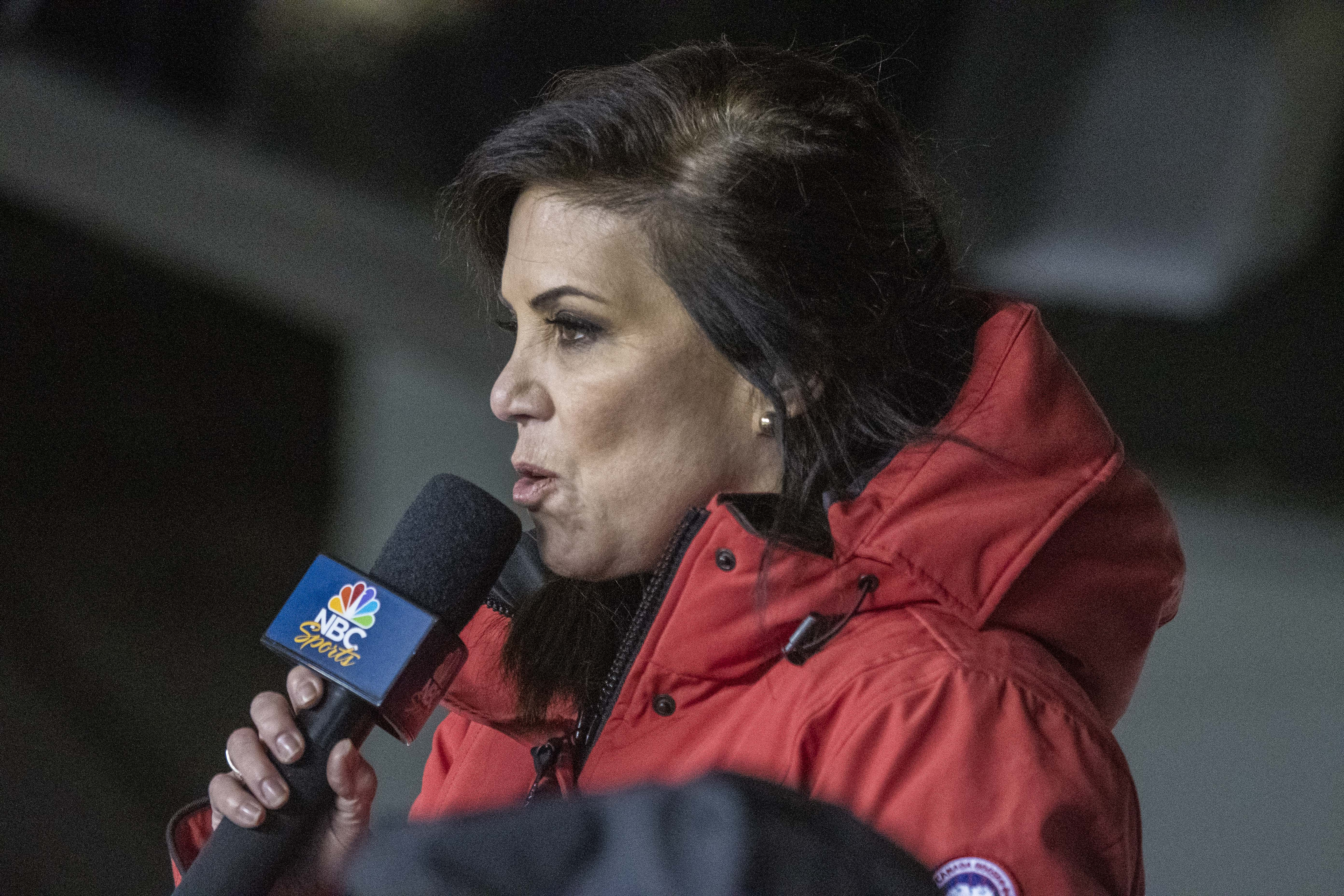
Michele Tafoya como reportera secundaria de NBC Sports en enero de 2021

El 4 de mayo de 2011, Tafoya fue anunciada como la nueva comentarista deportiva de NBC Sunday Night Football, reemplazando a Andrea Kremer y reuniéndose con su excompañero de trabajo y locutor Al Michaels. Tafoya también cubrió la natación durante los Juegos Olímpicos de Verano para NBC .
Andrew Marchand del New York Post informó que Tafoya dejaría Sunday Night Football después de la temporada 2021. El 11 de enero de 2022, NBC confirmó en un comunicado de prensa que Tafoya dejaría la cadena, con el Super Bowl LVI como su última misión, para buscar otras oportunidades.

### Política
El 14 de febrero de 2022, un día después de su salida de NBC Sports, la candidata republicana a gobernadora de Minnesota, Kendall Qualls, anunció que Tafoya se uniría a su campaña como copresidenta.

## Vida personal
Tafoya y su esposo Mark Vandersall tienen un hijo y una hija. La familia vive en Edina, Minnesota. En 2007, declaró a WCCO-TV que había estado luchando contra un trastorno alimentario desde que era niña.
Tafoya se describe a sí misma como una "conservadora ' proabortista ' con inclinaciones libertarias".

## Cronología de la carrera
- 1998: Anfitrión nocturno de los Juegos Olímpicos de Invierno
- 1994 – 1997 y 1999 NCAA en CBS Sideline Reporter[17]
- 1998: NFL en CBS Sideline Reporter[17]
- 1999: SEC en CBS Sideline Reporter
- 2000 – 2003: reportero secundario de ESPN College Football
- 2002 – 2003: reportera de Monday Night Countdown
- 2004 – 2010: reportero de la línea lateral de Monday Night Football [17]
- 2002 – 2008: NBA en ABC y NBA en ESPN Sideline Reporter[17]
- 2009 – 2012: Anfitrión de la unidad vespertina de radio WCCO
- 2011 – 2021: NBC Sunday Night Football Sideline Reporter[17]
- 2016 – 2020: Coanfitrión del programa matutino de KQRS[17]
- 2022 – presente: dejó NBC para convertirse en reportero independiente